# بند، کالیفرنیا
بند (به انگلیسی: Bend) یک منطقهٔ مسکونی در ایالات متحده آمریکا است که در شهرستان تهاما، کالیفرنیا واقع شده‌است. بند ۸٫۲۲ کیلومتر مربع مساحت و ۲٬۰۶۸ نفر جمعیت دارد و ۱۰۲٫۱۱ متر بالاتر از سطح دریا واقع شده‌است.